# Евровизия 1980
Евровизия 1980 е 25-о ежегодно издание на едноименния песенен конкурс.

## История
Провежда се на 19 април 1980 г. в Конгресния център в Хага, Нидерландия.
Побеждава роденият в Австралия натурализиран ирландец Джони Лоугън с песента „What’s Another Year“ („Какво значи още една година“) със 143 точки. Турция се завръща на фестивала, но се оттегля Монако. Княжеството практически приключва с участията си на фестивала. Появява се само още един път – през 2004 г.

## Завръщане
Трима изпълнители участвали в предишни години, се завръщат отново в конкурса. Германката Катя Ебщайн отново се включва в конкурса след 3-тото си място, което заема в две последователни години – през 1970 г. и 1971 г., Паола от Швейцария, която е пета през 1969 г. и нидерландката Маги МакНийл, която през 1974 г. е трета, но в дует с певеца Маут.

## Проблем с домакинството
Макар да печели през 1979 г. с песента „Алилуя“, изпълнена от израелците Гали Атари и „Милк енд хони“, която освен това се превръща и в световен хит, правителството в Йерусалим категорично отказва да приеме толкова скъпо струващ фестивал за втора поредна година у дома си. Ръководството на държавната телевизия IBA прави отчаяни усилия да намери финансиране, но не успява. Молбите, които изпраща до властите за увеличаване на субсидията, са отхвърлени.
Европейският съюз за радио и телевизия (ЕСРТ) разглежда няколко варианта за домакинство – Испания, Великобритания и Нидерландия. Испания отказва. Изненадващо, но същото прави този път и Великобритания, макар в миналото винаги да се е притичвала на помощ, когато победилата страна не е искала да стане страна-домакин през следващата година. Нидерландците използват трудната за ЕСРТ ситуация и поставят условие – ще приемат конкурса у дома си, но настояват за съфинансиране. ЕСРТ се съгласява да поеме голяма част от разходите. Така „Евровизия 1980“ струва на страната-домакин едва $725 000. Нидерландците спестяват от почти всичко – те ползват същата сцена, на която се провежда „Евровизия 1976“, фрагменти от същата откриваща видео заставка, пусната и преди конкурса през 1976 г., дори същият дизайнер на сцената – Роланд де Гроот. Спестено е и от заснемането на видеосюжети преди всяка песен, с които вече по традиция от няколко години се представят изпълнителят или страната му. Наместо това на сцената се появяват диктори от съответната участваща държава, които доста протяжно преди изпълнението на всеки участник разказват за него и композицията му. При това те говорят на съответния официален език на изпълнителя, което превръща конкурса в доста тромав, неясен – поради езиковата бариера, и отегчителен за зрителите.

## Музика и политика
Телевизиите в държавите от арабския свят са щастливи да научат, че Израел – страна, чието съществуване правителствата им не признават, няма да бъде домакин на „Евровизия“. Това означава, че отново могат да излъчват фестивала, след като са го бойкотирали толкова шумно през 1979 г. Нещо повече – Израел им предоставя и златен шанс самите те да се включат като участници. Властите в Йерусалим не просто отказват да заделят пари за провеждането на конкурса, но решават въобще да не изпращат свои изпълнители тази година. Официално обявената причина е, че 19 април съвпада с Деня на национален траур по загиналите във войните (Йом ха-зикарон).
Арабските страни, чиито телевизии членуват в ЕСРТ, винаги са получавали покани за конкурса, но винаги са ги оставяли без внимание, защото смятат за недопустимо техни изпълнители да делят една сцена с певци от еврейската държава. Освен това правилата на „Евровизия“ задължават телевизиите на всяка участваща страна да излъчат фестивала изцяло и без цензура. Което означава да бъде показана и оценена и израелската песен.
Липсата на израелци през 1980 г. от само себе си се тълкува като зелена светлина за включването на арабски изпълнители. Единствено правителството на Мароко се решава да изпрати участник – певицата Самира Бенсаид. Тя обаче е първият и единствен случай на изпълнител от арабския свят на „Евровизия“. Причините за това са две – журитата не оценяват песента на Самира, тя се класира предпоследна, което твърде много разочарова арабите не само в Мароко; от друга страна в следващите години Израел отново се завръща на „Евровизия“, с което слага край на възможността арабски изпълнител да пее там.
Почти политическа интрига има около турската песен. Нейното заглавие е „Petr’oil“. Турската делегация твърди, че в текста се пее за любовта на лирическата героиня към някакъв младеж на име Питър Ойл. Отразяващите конкурса журналисти обаче пишат, че всъщност това бил каламбур, в който на практика певицата пее за любовта на правителствата в Европа към петрола и неговите продукти.

## Джони Лоугън
През 1980 г. светът продължава да е в плен на диско музиката и производните ѝ стилове, които масово са се нароили. Но това по нищо не си личи от участващите на фестивала песни. В мнозинството си те са кахърни балади, протяжни, дори скучни. Нямат потенциал да се изкачат в класациите. На този фон прави впечатление единствено композицията на ирландеца Шей Хели „What’s Another Year“ („Какво значи още една година“), изпълнена от Джони Лоугън. Неговата младост, ангелско лице и отлично изпълнение спечелват журитата и го класират на първо място. Това е втора победа за Ирландия (след 1970 г.). Песента бързо си пробива път и успява да се изкачи за две седмици на първо място в класацията за сингли във Великобритания.

## Резултати
| №  | Страна         | Език         | Изпълнител/и                 | Песен                       | Превод                        | Точки | Място |
| -- | -------------- | ------------ | ---------------------------- | --------------------------- | ----------------------------- | ----- | ----- |
| 01 | Австрия        | немски       | „Блю Данюб“                  | „Du bist Musik“             | „Ти си музиката“              | 64    | 8     |
| 02 | Турция         | турски       | Ажда Пекан                   | „Petr’oil“                  | „Петрол“                      | 23    | 15    |
| 03 | Гърция         | гръцки       | Ана Виси и „Епикури“         | „Ωτοστόπ“ („Отостоп“)       | „Автостоп“                    | 30    | 13    |
| 04 | Люксембург     | френски      | Софи и Магали                | „Papa pingouin“             | „Татко-пингвин“               | 56    | 9     |
| 05 | Мароко         | арабски      | Самира Бенсаид               | „بطاقة حب“ („Бътака хабба“) | „Любовна картичка“            | 7     | 18    |
| 06 | Италия         | италиански   | Алан Соренти                 | „Non so che darei“          | „Не знам какво бих дал“       | 87    | 6     |
| 07 | Дания          | датски       | „Бамсес венар“               | „Tænker altid på dig“       | „Винаги мисля за теб“         | 25    | 14    |
| 08 | Швеция         | шведски      | Томас Ледин                  | „Just nu!“                  | „Точно сега!“                 | 47    | 10    |
| 09 | Швейцария      | френски      | Паола дел Медико             | „Cinéma“                    | „Кино“                        | 104   | 4     |
| 10 | Финландия      | финландски   | Веса-Мати Лоири              | „Huilumies“                 | „Флейтист“                    | 6     | 19    |
| 11 | Норвегия       | норвежки     | Сваре Хьелсбарг и Матис Хата | „Sámiid Ædnan“              | „Лапландия“                   | 15    | 16    |
| 12 | Германия       | немски       | Катя Ебщайн                  | „Theater“                   | „Театър“                      | 128   | 2     |
| 13 | Великобритания | английски    | „Примадона“                  | „Love Enough for Two“       | „Любовта стига за двама“      | 106   | 3     |
| 14 | Португалия     | португалски  | Жозе Сид                     | „Um grande, grande amor“    | „Голяма, голяма любов“        | 71    | 7     |
| 15 | Нидерландия    | нидерландски | Маги МакНийл                 | „Amsterdam“                 | „Амстердам“                   | 93    | 5     |
| 16 | Франция        | френски      | „Профиль“                    | „Hé, hé m’sieurs dames“     | „Хей, хей, дами и господа“    | 45    | 11    |
| 17 | Ирландия       | английски    | Джони Лоугън                 | „What’s Another Year“       | „Какво значи още една година“ | 143   | 1     |
| 18 | Испания        | испански     | „Триго лимпио“               | „Quédate esta noche“        | „Остани тази нощ“             | 38    | 12    |
| 19 | Белгия         | френски      | „Телекс“                     | „Euro-Vision“               | „Евро-Визия“                  | 14    | 17    |

## Гласуване
|                   |                | Гласуваща страна |    |    |    |    |    |    |    |    |    |    |    |    |    |    |    |    |    |    |    |
| Точки             |                |                  |    |    |    |    |    |    |    |    |    |    |    |    |    |    |    |    |    |    |    |
| Получаваща страна | Австрия        | 64               |    |    | 1  |    | 3  | 4  | 5  | 1  | 4  | 5  | 6  | 4  | 6  | 3  | 3  | 4  | 10 | 4  | 1  |
| Получаваща страна | Турция         | 23               | 3  |    |    |    | 12 | 8  |    |    |    |    |    |    |    |    |    |    |    |    |    |
| Получаваща страна | Гърция         | 30               | 5  |    |    | 1  |    | 2  | 2  |    |    |    | 4  |    | 3  | 1  | 8  |    | 4  |    |    |
| Получаваща страна | Люксембург     | 56               | 1  | 1  |    |    |    |    | 4  | 6  |    | 3  | 7  |    | 8  |    |    | 7  | 8  | 3  | 8  |
| Получаваща страна | Мароко         | 7                |    |    |    |    |    | 7  |    |    |    |    |    |    |    |    |    |    |    |    |    |
| Получаваща страна | Италия         | 87               | 2  | 6  | 2  |    |    |    | 3  | 10 | 8  | 6  | 2  | 7  | 4  | 12 | 1  | 2  | 2  | 10 | 10 |
| Получаваща страна | Дания          | 25               |    |    | 4  |    | 2  |    |    |    | 6  | 7  | 1  | 5  |    |    |    |    |    |    |    |
| Получаваща страна | Швеция         | 47               |    | 8  | 10 | 10 | 6  | 5  |    |    | 5  |    |    | 2  |    |    |    |    |    | 1  |    |
| Получаваща страна | Швейцария      | 104              | 6  | 2  |    | 5  | 7  | 3  | 8  | 2  |    | 12 | 10 | 10 | 7  | 6  | 10 |    | 12 | 2  | 2  |
| Получаваща страна | Финландия      | 6                |    |    |    |    |    |    |    |    |    |    | 5  |    |    |    |    | 1  |    |    |    |
| Получаваща страна | Норвегия       | 15               |    |    |    |    | 4  |    |    |    |    |    |    | 6  |    |    | 2  | 3  |    |    |    |
| Получаваща страна | Германия       | 128              | 8  | 10 |    | 3  | 10 | 12 | 7  | 5  | 7  | 2  |    |    | 10 | 8  | 12 | 10 | 5  | 12 | 7  |
| Получаваща страна | Великобритания | 106              | 7  | 5  |    | 8  | 8  |    | 10 | 12 | 10 | 4  |    | 3  |    | 7  | 7  | 5  | 6  | 8  | 6  |
| Получаваща страна | Португалия     | 71               |    | 4  | 5  | 4  |    | 10 | 6  | 8  | 2  | 1  | 8  | 1  |    |    | 5  | 6  | 7  |    | 4  |
| Получаваща страна | Нидерландия    | 93               | 12 | 12 | 6  | 12 |    |    |    | 3  | 3  | 10 |    | 8  | 2  | 4  |    | 12 | 1  | 5  | 3  |
| Получаваща страна | Франция        | 45               |    | 3  | 7  | 2  | 1  |    | 1  | 4  | 1  |    | 3  |    | 5  |    | 4  |    | 3  | 6  | 5  |
| Получаваща страна | Ирландия       | 143              | 10 |    | 12 | 7  |    | 1  | 12 | 7  | 12 | 8  | 12 | 12 | 12 | 5  | 6  | 8  |    | 7  | 12 |
| Получаваща страна | Испания        | 38               | 4  | 7  | 8  | 6  | 5  | 6  |    |    |    |    |    |    |    | 2  |    |    |    |    |    |
| Получаваща страна | Белгия         | 14               |    |    | 3  |    |    |    |    |    |    |    |    |    | 1  | 10 |    |    |    |    |    |

## 12 точки
Държави, получили 12 точки:
| Брой | Получаваща страна | Гласуваща страна                                                     |
| ---- | ----------------- | -------------------------------------------------------------------- |
| 7    | Ирландия          | Гърция, Дания, Швейцария, Германия, Норвегия, Великобритания, Белгия |
| 4    | Нидерландия       | Австрия, Турция, Люксембург, Франция                                 |
| 3    | Германия          | Италия, Нидерландия, Испания                                         |
| 2    | Швейцария         | Финландия, Ирландия                                                  |
| 1    | Италия            | Португалия                                                           |
| 1    | Великобритания    | Швеция                                                               |
| 1    | Турция            | Мароко                                                               |

## Галерия
- Конгресният център в Хага
- „Триго лимпио“ сред парковете на Хага
- „Профиль“
- „Бамсес венар“
- Джони Лоугън полива победата си в хагска бирария
- Ана Виси (най-вдясно) и други музиканти от конкурса на разходка с лодка
- Софи и Магали опитват холандско сирене преди конкурса
- Паола дел Медико
- Жозе Сид
- „Телекс“
- Алан Соренти
- Сваре Хьелсбарг и Матис Хата
- Томас Ледин
- Ажда Пекан (в центъра)
- „Блю Данюб“
- Веса-Мати Лоири
- Катя Ебщайн
- Маги МакНийл
- „Примадона“
- Водещата Марлус Флатсма
- Джони Лоугън пее за времето, изгубено без любов
- Софи и Магали